# گمینا ویخرووو
گمینا ویخرووو (به لهستانی:  Gmina Wejherowo) یک گمینا در لهستان است که در شهرستان ویهرووو واقع شده‌است. گمینا ویخرووو ۱۹۴٫۰۸ کیلومتر مربع مساحت و ۱۸٬۶۸۸ نفر جمعیت دارد.